# Silvana Oliveira de Sousa
Silvana Oliveira de Sousa (Fortaleza, 16 de janeiro de 1969) é uma médica e política brasileira. Em 2018, foi eleita deputada estadual do Ceará pelo Partido Liberal (PL) com 61.244 votos.
Em maio de 2023 ela, junto de outros deputados do PL, foram cassados por fraude da cota de gênero. O grupo tentou entrar com recurso, mas esse foi negado pela justiça. Em abril de 2024, o TSE deu parecer pela manutenção da cassação.